# (512049) 2015 MZ88
(512049) 2015 MZ88 es un asteroide perteneciente al cinturón de asteroides, región del sistema solar que se encuentra entre las órbitas de Marte y Júpiter.
Fue descubierto el 18 de junio de 2015 por el equipo del telescopio Pan-STARRS desde el observatorio de Haleakala.

## Designación y nombre
Designado provisionalmente como 2015 MZ88.

## Características orbitales
2015 MZ88 está situado a una distancia media del Sol de 3,167 ua, pudiendo alejarse hasta 3,398 ua y acercarse hasta 2,936 ua. Su excentricidad es 0,073 y la inclinación orbital 13,823 grados. Emplea 2058,73 días en completar una órbita alrededor del Sol.
El próximo acercamiento a  la órbita de Júpiter ocurrirá el 14 de marzo de 2097.

## Características físicas
La magnitud absoluta de 2015 MZ88 es 16,59.